# Campeonato Mundial de Clubes de Voleibol Masculino de 1992
O Campeonato Mundial de Clubes de Voleibol Masculino de 1992 foi a terceira edição do torneio organizado anualmente pela FIVB desde então. Foi disputado de 28 a 29 de novembro de 1992 em Treviso, Itália. A equipe italiana Mediolanum Milano conquistou seu segundo título vencendo outra equipe italiana Sisley Volley na final.
Foi a terceira vez que o país sediou o torneio. As outras vezes foram em 1989 (Parma) e  em 1990 (Milão).

## Classificação Final
Esta é a classificação final do Mundial de Clubes de 1992: 
| Pos | Equipe                | Confederação |
| --- | --------------------- | ------------ |
| 1   | Mediolanum Milano     | CEV          |
| 2   | Sisley Volley         | CEV          |
| 3   | Olympiakos Pireu      | CEV          |
| 4   | Porto Ravenna         | CEV          |
| 5   | Sangmu                | AVC          |
| 6   | EC Banespa            | CSV          |
| 7   | Club Africane         | CAVB         |
| 8   | Plataneros de Corozal | NORECA       |